# Watson et le Requin
Watson et le Requin, en anglais Watson and the Shark, est une peinture à l'huile sur toile du peintre anglo-américain John Singleton Copley datant de 1778. Elle représente une attaque de requin sur la personne de Brook Watson à La Havane, à Cuba.
Copley, qui vivait alors à Londres, en a peint trois versions, qui se trouvent toutes aujourd'hui aux États-Unis. La version de 1778 est conservée à la National Gallery of Art, à Washington, DC.. Une deuxième version grandeur nature de 1778 se trouve désormais au Musée des Beaux-Arts (Boston) ; une troisième version, plus petite, de 1782, avec une composition plus verticale, se trouve au Detroit Institute of Arts.

## Histoire
Les peintures sont basées sur une attaque qui a eu lieu dans le port de La Havane le 14 juillet 1749. Brook Watson, alors mousse de 14 ans sur le Royal Consort, a perdu sa jambe droite sous le genou lors de l'attaque et n'a été secouru qu'à la troisième tentative, qui est le sujet du tableau. Watson, après une carrière militaire et étant devenu un marchand prospère, commande le tableau à Copley un quart de siècle après l'événement. Il est ensuite devenu président de Lloyd's of London, député et Lord-maire de Londres.
Le tableau est exposé à la Royal Academy of Arts en 1778, il est inscrit dans le catalogue  sous le titre A boy attacked by a shark and rescued by some seamen in a boat, founded on a fact happened in the harbour of the Havannah. À sa mort en 1807, Watson lègue le tableau au Christ's Hospital, avec l'espoir qu'il s'avérerait « une leçon très utile pour la jeunesse ». En septembre 1819, le comité des aumôniers de l'école vote pour l'accepter et le placer dans la grande salle. L'école est ensuite déplacée à Horsham (Sussex de l'Ouest), où il est accroché dans la salle à manger. En 1963, elle vend le tableau à la National Gallery of Art de Washington. Le collège en conserve une copie.
La version conservée à la National Gallery of Art comporte un écriteau situé sous le tableau sur lequel on peut lire :

« Cette image représentant un événement remarquable dans la vie de Brook Watson a été léguée au Royal Hospital of Christ de Londres par son testament. Il était issu d'une très bonne famille du nord de l'Angleterre, mais ayant perdu ses deux parents très tôt dans sa vie, il fut élevé par une tante et, avant l'âge de quatorze ans, manifesta une forte prédilection pour la mer, ce qui conduisit au malheur représenté sur le tableau.
Il a servi au Commissariat de l'armée sous l'immortel Wolfe à Louisberg en 1758. En 1759, il s'établit comme marchand à Londres et fut par la suite appelé à agir comme commissaire général de l'armée en Amérique commandée par Sir Guy Carleton, ancien Lord Dorchester.
À son retour de ce service, il fut élu échevin de la ville de Londres et l'un de ses représentants au Parlement, et resta membre de la Chambre des communes jusqu'à ce qu'il soit nommé au poste de commissaire général de l'armée sous Son Altesse Royale le duc d'York, agissant sur le continent européen.
En 1796, il fut élu Lord-maire et créé baronnet du Royaume-Uni en 1803.
Il mourut en 1807, alors qu'il était échevin de la ville de Londres, gouverneur adjoint de la Banque d'Angleterre, etc., etc., montrant ainsi qu'un sens élevé de l'intégrité et de la rectitude, associé à une ferme confiance en une providence dominante, uni à l'activité et à l'effort, sont les sources de la vertu publique et privée et la voie vers les honneurs et le respect. Le tableau a été peint par John Singleton Copley Esq. Royal Academician en 1778. »

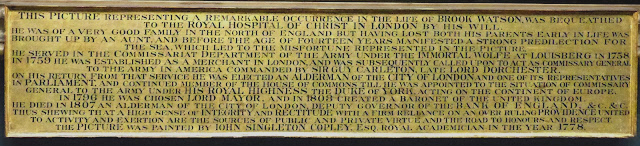
Écriteau sous le tableau de la NGA décrivant les réalisations de Brook Watson.

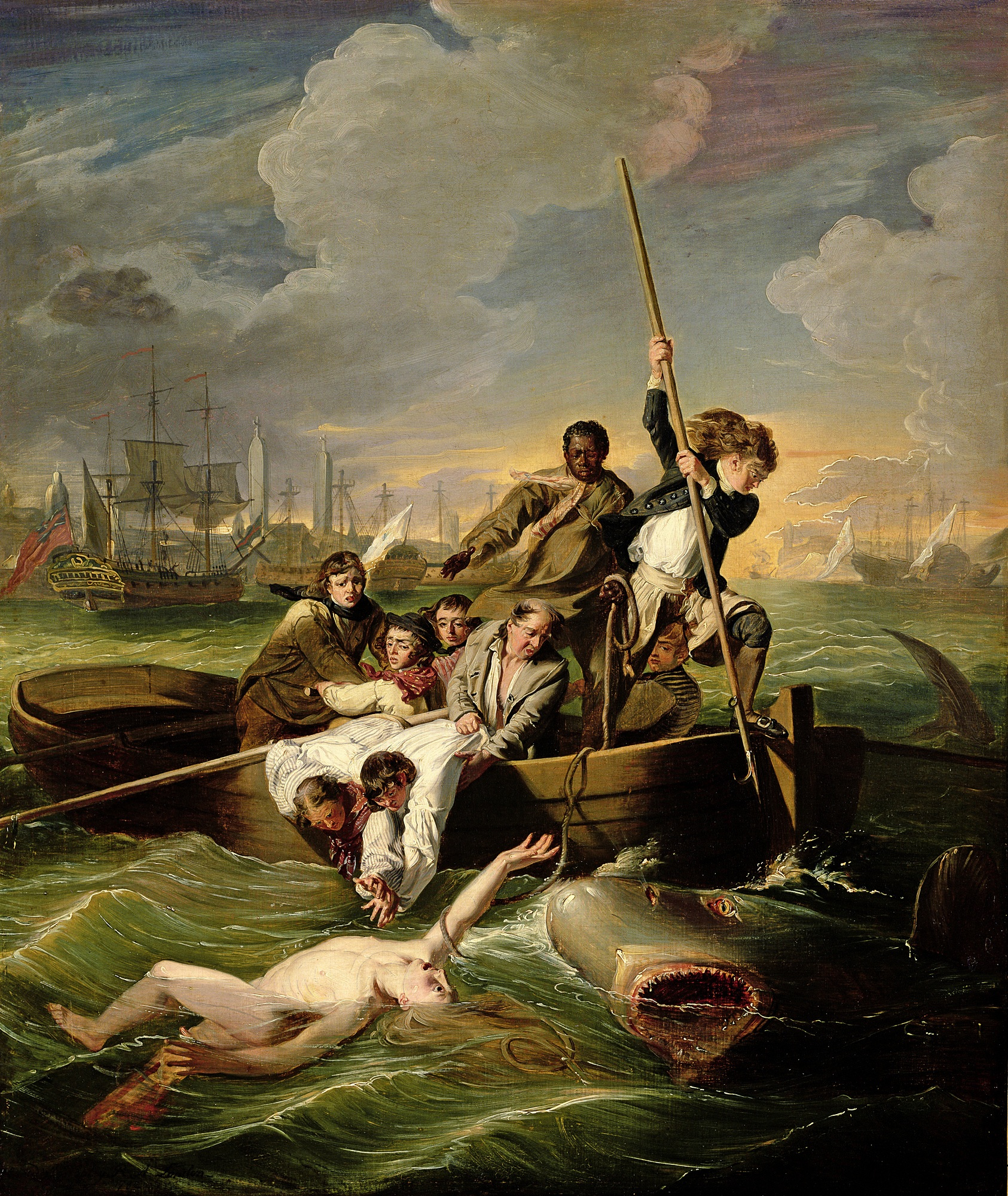
Troisième version aujourd'hui conservée au Detroit Institute of Arts, 1782, 91.4 cm x 77.5 cm.

Copley réalise une deuxième réplique grandeur nature du tableau pour lui-même en 1788, dont hérite son fils, puis qui passe dans plusieurs collections anglaises et américaines pour enfin être donné en 1889 au musée des Beaux-Arts de Boston.
En 1782, Copley peint une troisième version plus petite du tableau, avec un format vertical et en prolongeant la vue du ciel. Il appartient d'abord à Noël Desenfans. En 1946, il est acheté par le Detroit Institute of Arts.
Le Metropolitan Museum of Art possède une étude de l'œuvre de Copley.
La Galerie d'art Beaverbrook (Fredericton, Canada) possède une version miniature de l'œuvre, attribuée à Copley.

## Description et analyse
Copley et Brook Watson sont devenus amis après l'arrivée de l'artiste américain à Londres en 1774. Watson et le Requin est la première d'une série de peintures d'histoire de grand format sur lesquelles Copley se concentre après s'être installé à Londres. Le tableau est romancé : le détail sanglant de la blessure est caché sous les vagues, bien qu'il y ait un soupçon de sang dans l'eau. La tentative de sauvetage est menée par un jeune homme debout à la proue du bateau, prêt à transpercer l'animal avec une gaffe.
La figure de Watson est basée sur la statue du Gladiateur Borghèse, d'Agasias d'Éphèse, au musée du Louvre. Copley a probablement également été influencé par le Groupe du Laocoon, qu'il a peut-être vu à Rome, La Mort du général Wolfe de Benjamin West et par la peinture romantique dont la popularité est croissante[réf. nécessaire].

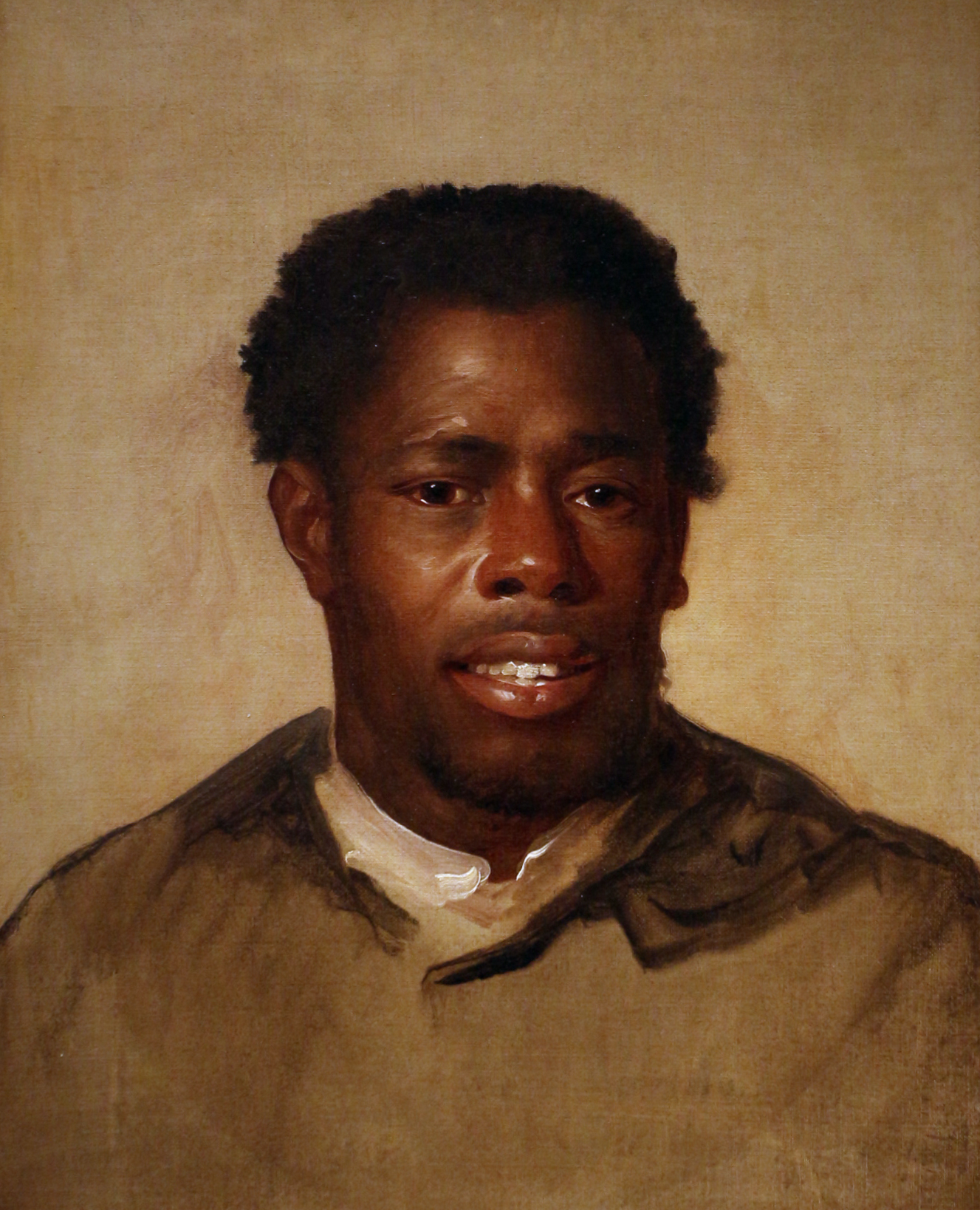
Head of a Negro, vers 1777-1778, Detroit Institute of Arts.

La composition des sauveteurs dans le bateau rappelle Jonas jeté à la mer de Pierre Paul Rubens (musée des Beaux-Arts de Nancy), ainsi que La Pêche miraculeuse de Rubens (musée Wallraf-Richartz) et le carton de Raphaël du même nom. Les expressions faciales présentent une ressemblance marquée avec celles de la Méthode pour apprendre à dessiner les passions de Charles Le Brun, un ouvrage influent publié en 1698 ; ils représentent une gamme d'émotions, de la peur au courage. Différents éléments de composition ont été modifiés au fur et à mesure de l'avancement du tableau. L'analyse infrarouge montre que le vieux maître d'équipage était à l'origine un jeune homme. Des croquis préliminaires révèlent que le marin noir à l'arrière du bateau, qui apparaît également comme le sujet de la Tête d'un nègre de Copley peinte à la même époque, était à l'origine envisagé comme un homme blanc aux cheveux longs et flottants,.
Copley n’a jamais visité La Havane et il est probable qu’il n’a jamais vu de requin, et encore moins un requin attaquant une personne. Il a peut-être glané des détails du port de La Havane à partir d'estampes et d'illustrations de livres : il inclut le point de repère véridique du fort El Morro en arrière-plan à droite. Le requin est moins convaincant et comprend des caractéristiques anatomiques que l'on ne retrouve pas chez ces mammifères, comme des lèvres, des yeux tournés vers l'avant qui ressemblent plus à ceux d'un tigre qu'à ceux d'un requin et de l'air sortant des « narines » de l'animal.